# Молдова на «Евровидении-2007»
Выступление Молдовы на конкурсе песни Евровидение-2007, который прошёл в столице Финляндии городе Хельсинки, стало 3-м конкурсом Евровидения, в котором участвовала Молдова. Страну представила певица Наталья Барбу с англоязычной песней Fight. 12 баллов Молдове дала  Румыния.

## Исполнитель
Наталья Барбу — победитель национального конкурса «Moldstar», призер международных фестивалей «Mamaia», и «Maluri de Prut». Она с детства увлекалась музыкой, играла на скрипке. Она дебютировала на сцене 8 лет назад и с тех пор выпустила 3 сольных альбома.

## Национальный отбор
Национальный отбор был проведён профессиональным жюри. Всего телекомпания ТРМ получила 35 заявок на участие.
| № | Singer        | Song               | Points | Place |
| - | ------------- | ------------------ | ------ | ----- |
| 1 | Natalia Barbu | Fight              | 94     | 1     |
| 2 | Zdob si Zdub  | Space Cowboy       | 76     | 2     |
| 3 | Olia Tira     | Your Place or Mine | 70     | 3     |